# Watertorkruid
Watertorkruid (Oenanthe aquatica) is een zwak giftige, twee- of driejarige plant, die behoort tot de schermbloemenfamilie (Apiaceae). De plant komt van nature voor van Europa tot het midden van Siberië.

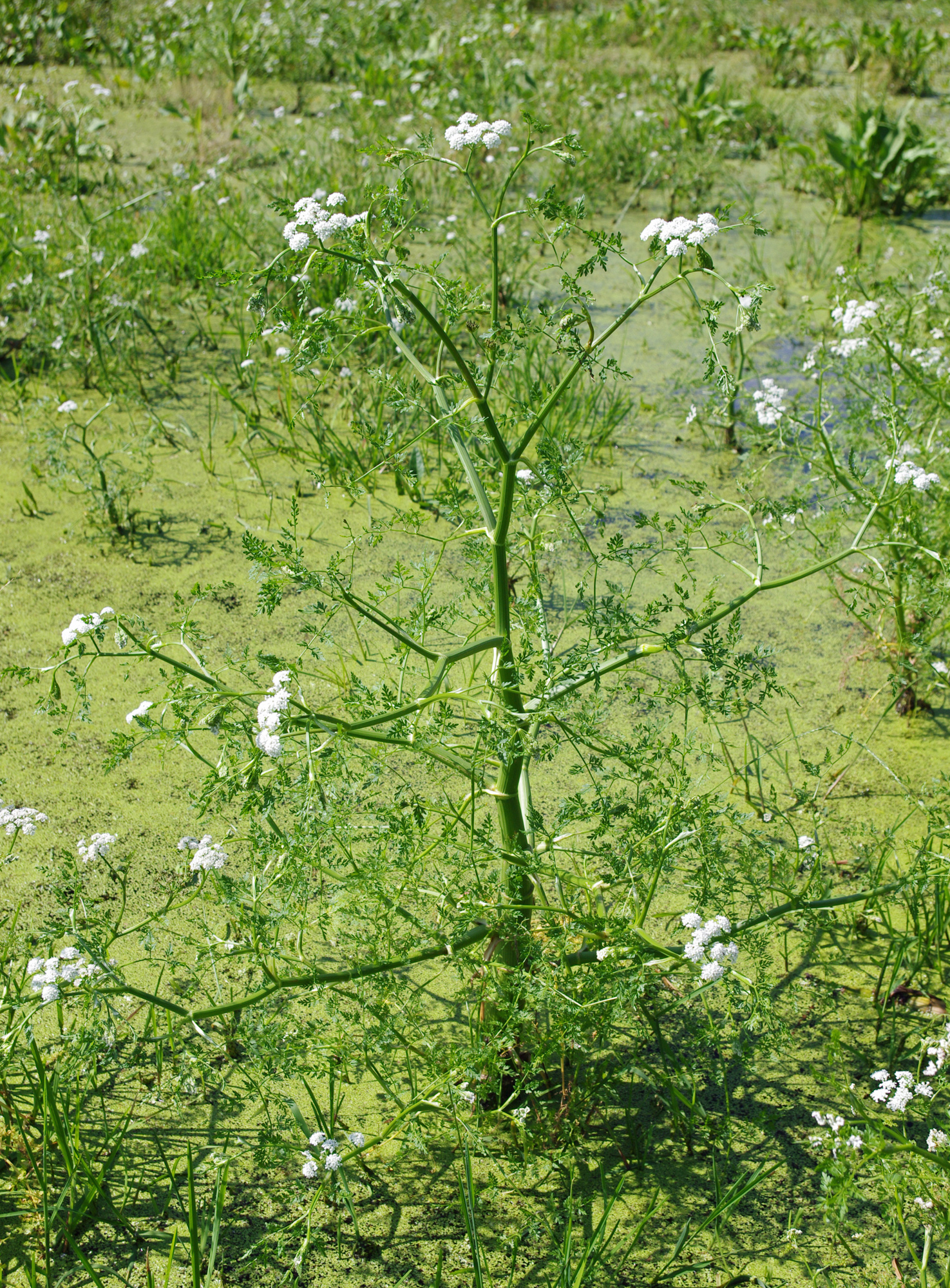
Bloeiende plant

De plant wordt 30-120 cm hoog en heeft holle, gegroefde stengels. De bladeren zijn twee- tot drievoudig geveerd met eironde, spitse slippen. De eventueel aanwezige ondergedoken bladeren zijn zeer fijn verdeeld en hebben draadvormige slippen.
Watertorkruid bloeit van juni tot augustus met witte, 2 mm grote bloemen, die in schermen met vijf tot vijftien schermstralen zitten.
De vrucht is een tweedelige, 3-4,5 mm lange splitvrucht met zeer brede, afgeronde ribben.
De plant komt voor op natte plaatsen en langs waterkanten.

## Cultivar
- Oenanthe aquatica 'Varigatus' is een cultivar met witte bladranden

## Namen in andere talen
De namen in andere talen kunnen vaak eenvoudig worden opgezocht met de interwiki-links.
- Duits: Große Wasserfenchel, Wasser-Rebendolde, Wasser-Pferdesaat
- Engels: fine-leaved water-dropwort
- Frans: œnanthe aquatique, fenouil aquatique, oenanthe phellandre